# Stichopogon moremiensis
Stichopogon moremiensis là một loài ruồi trong họ Asilidae. Stichopogon moremiensis được Londt miêu tả năm 1979. Loài này phân bố ở vùng nhiệt đới châu Phi.